# Michael Müller (håndboldspiller)
 For alternative betydninger, se Michael Müller. (Se også artikler, som begynder med Michael Müller)
Michael Müller (født 19. september 1984 i Würzburg) er en tysk håndboldspiller, der har spillet for den tyske Bundesligaklub HSG Wetzlar siden 2012.

## Klubhold
- HaSpo Bayreuth (2001-2006)
- TV Großwallstadt (2006-2009)
- Rhein-Neckar Löwen (2009-2012)
- HSG Wetzlar (2012-)

## Landshold
Müller debuterede for det tyske landshold, den 20. marts 2008 i en kamp mod Tunesien. Han blev udtaget til træner Heiner Brands trup til VM i 2009 i Kroatien.